# Greenwood (Florida)
Greenwood es un pueblo ubicado en el condado de Jackson en el estado estadounidense de Florida. En el Censo de 2010 tenía una población de 686 habitantes y una densidad poblacional de 56,85 personas por km².

## Geografía
Greenwood se encuentra ubicado en las coordenadas 30°52′23″N 85°9′40″O / 30.87306, -85.16111. Según la Oficina del Censo de los Estados Unidos, Greenwood tiene una superficie total de 12.07 km², de la cual 12.07 km² corresponden a tierra firme y (0%) 0 km² es agua.

## Demografía
Según el censo de 2010, había 686 personas residiendo en Greenwood. La densidad de población era de 56,85 hab./km². De los 686 habitantes, Greenwood estaba compuesto por el 66.62% blancos, el 30.9% eran afroamericanos, el 0.44% eran amerindios, el 0% eran asiáticos, el 0% eran isleños del Pacífico, el 1.02% eran de otras razas y el 1.02% pertenecían a dos o más razas. Del total de la población el 2.62% eran hispanos o latinos de cualquier raza.